# Kelurahan Jakasetia
Kelurahan Jakasetia är en administrativ by i Indonesien.   Den ligger i provinsen Jawa Barat, i den västra delen av landet, 15 km öster om huvudstaden Jakarta.